# Lynn (성우)
린(Lynn, りん)은 아트비전 소속인 일본의 여성 성우이다.

## 경력

### TV 애니메이션
| 연도 | 제목                                                | 배역                                                     | 참고        |
| ---- | --------------------------------------------------- | -------------------------------------------------------- | ----------- |
| 2012 | 바쿠만 3                                            | 어시스턴트                                               |             |
| 2012 | 마기                                                | 에어로                                                   | 4화         |
| 2012 | 나루토 질풍전                                       | 학생                                                     | 277화       |
| 2012 | 사쿠라장의 애완 그녀                                | 성우양성소 교사                                          | 6화         |
| 2013 | 은여우: 신의 사자                                   | 모리타                                                   | [ 1 ]       |
| 2013 | 내 여자친구와 소꿉친구가 완전 수라장                | 여학생 A (1화), 여자친구 (4화)                           | [ 1 ]       |
| 2013 | 로보틱스;노츠                                       | 여성리포터                                               | 18화        |
| 2013 | 사사미양@노력하지 않아                              | 학생 C                                                   | 10화        |
| 2013 | 절대 가련 칠드런                                    | 이쿠오                                                   | 5화         |
| 2014 | 감바의 모험                                         | 시오지                                                   | [ 1 ]       |
| 2014 | 러브 라이브!                                        | 학생                                                     | 시즌 2 9화  |
| 2014 | 매직 카이토 1412                                    |                                                          | 9화         |
| 2014 | 월간순정 노자키 군                                  | 여학생 (1화), 헤로인 (5화), 란 (10화)                    | [ 1 ]       |
| 2014 | 최근, 여동생의 상태가 조금 이상한 것 같다만         | 테니스부장, 칸자키 유야 (어린이)                         | [ 1 ]       |
| 2014 | 악마의 리들                                         | 여교사 B (1화), 여학생 (4화)                             | [ 1 ]       |
| 2014 | 서바게부!                                           | 교도 마야                                                | [ 2 ]       |
| 2014 | 마법과고교의 열등생                                 | 아나운서                                                 | [ 1 ]       |
| 2014 | 겁쟁이 페달                                         | 카나                                                     | 9,10화      |
| 2015 | 코멧 루시퍼                                         | 아마기 소고 (어린이)                                     | [ 1 ]       |
| 2015 | 데스 퍼레이드                                       | 미우라 시게루 (어린이)                                   | [ 1 ]       |
| 2015 | 후낫시의 후나후나후나비요리                         | Guressyi                                                 | [ 1 ]       |
| 2015 | 게이트                                              | 뮤우테 (11-12화), 수레소녀 (3-4화), 아나운서, 점원, 도라 | [ 1 ]       |
| 2015 | 공각기동대 ARISE ALTERNATIVE ARCHITECTURE           | 소녀                                                     | 6화         |
| 2015 | 랜스 & 마스크                                       | 실비아 말로                                              | [ 1 ]       |
| 2015 | 기동전사 건담 철혈의 오펀스                         | 마사히로 앨트랜드 (어린이)                               | [ 1 ]       |
| 2015 | 플라스틱 메모리즈                                   | 사이토 리호                                              | 8화         |
| 2015 | 란포기담 Game of Laplace                            | 간호사                                                   | 3화         |
| 2015 | 아르슬란 전기                                       | 법정 여인                                                | 15화        |
| 2015 | 총황무진의 파프니르                                 | 조종사 A, 여학생                                         | [ 1 ]       |
| 2015 | 영 블랙 잭                                          | 티아라                                                   | 7,8화       |
| 2016 | 문호 스트레이 독스                                  | 나카지마 아츠시 (어린이)                                 | [ 1 ]       |
| 2016 | 디멘션 W                                            | 히로세 아츠코                                            | 6화         |
| 2016 | 헤비 오브젝트                                       | 조종사                                                   | 19화        |
| 2016 | 하이 스쿨 플릿                                      | 무네타니 마시로                                          | [ 3 ]       |
| 2016 | 경녀!!!!!!!!                                        | 카미나시 노조미                                          | [ 4 ]       |
| 2016 | 쿠로무쿠로                                          | 리타                                                     | [ 1 ]       |
| 2016 | WIXOSS                                              | 여성 설렉터                                              | 7화         |
| 2016 | NORN9 노른+노넷                                     | 급우 1                                                   | 3화         |
| 2016 | 프린스 오브 스트라이드                              | 어린이                                                   | 9,10화      |
| 2016 | 빨강머리 백설공주                                   | 키도                                                     | 시즌 2 21화 |
| 2016 | 사이키 쿠스오의 재난                                | 여학생 A (8화), 이타노 요리코 (10화)                     | [ 1 ]       |
| 2016 | 마요이가                                            | 피땅, 소이라떼                                           | [ 1 ]       |
| 2016 | 쌍성의 음양사                                       | 사다 사쿠라                                              | [ 1 ]       |
| 2016 | 최약무패의 신장기룡                                 | 리즈샤르테 아티스마타                                    | [ 5 ]       |
| 2016 | WORKING!!                                           | 사이토 다이치 (어린 시절)                                | [ 1 ]       |
| 2017 | 엘드라이브                                          | 니노치카                                                 | [ 1 ]       |
| 2017 | 후우카                                              | 아키츠키 후우카                                          | [ 6 ]       |
| 2017 | 아이돌 사변                                         | 후도 미즈키                                              | [ 7 ]       |
| 2017 | 데미는 이야기하고 싶어                              | 타카나시 히마리                                          | [ 8 ]       |
| 2017 | Just Because!                                       | 코미야 에나                                              | [ 9 ]       |
| 2017 | 경계의 린네                                         | 병원 유령소녀                                            | 시즌 3 58화 |
| 2017 | 스쿨걸 스트라이커즈: 애니메이션 채널                | 리노다 마노                                              | [ 10 ]      |
| 2018 | 앙골모아 원구전투기                                 | 테루히                                                   | [ 11 ]      |
| 2018 | 우주보다 먼 곳                                      | 사메지마 유미코                                          | [ 12 ]      |
| 2018 | 마법소녀 사이트                                     | 타키구치 아사히                                          | [ 13 ]      |
| 2018 | 메르헨 메드헨                                       | 유밀리아 카잔                                            | [ 14 ]      |
| 2018 | 이웃집 흡혈귀 씨                                    | 나츠키 히나타                                            | [ 15 ]      |
| 2018 | 음악소녀                                            | 킨토키 코토코                                            | [ 16 ]      |
| 2018 | 노을빛 소녀                                         | 토나카 유                                                | [ 17 ]      |
| 2018 | 일곱 개의 미덕                                      | 라파엘                                                   | [ 18 ]      |
| 2019 | 일반공격이 전체공격에 2회 공격인 엄마는 좋아하세요? | 메디                                                     | [ 19 ]      |
| 2019 | 닥터 스톤                                           | 릴리안 와인버그                                          | [ 20 ]      |
| 2019 | 불꽃 소방대                                         | 히바나 공주                                              | [ 21 ]      |
| 2019 | 걸리 에어포스                                       | 송밍화                                                   | [ 22 ]      |
| 2019 | 칸다가와 제트 걸스                                  | 제니퍼 피치                                              | [ 23 ]      |
| 2019 | 마나리아 프렌즈                                     | 포피                                                     | [ 24 ]      |
| 2019 | 불쾌한 모노노케안                                   | 에겐                                                     | 시즌 2      |
| 2019 | 약속의 네버랜드                                     | 길다                                                     | [ 26 ]      |
| 2019 | 나에게 천사가 내려왔다!                             | 마츠모토 코코                                            | [ 27 ]      |
| 2019 | 우리는 공부를 못해                                  | 키리스 마후유                                            | [ 28 ]      |
| 2020 | 사랑하는 소행성                                     | 엔도 유키                                                | [ 29 ]      |
| 2020 | 쇼 바이 락!!                                        | 라라린                                                   | [ 30 ]      |
| 2020 | 초급편대 에그제로스                                 | 무라사메 시코                                            | [ 31 ]      |
| 2020 | 마녀의 여행                                         | 밀라로제                                                 | [ 32 ]      |
| 2020 | 소드 아트 온라인 앨리시제이션                       | 셰이타                                                   |             |
| 2021 | 일하는 세포 BLACK                                   | 백혈구 (호중구)                                          | [ 33 ]      |
| 2021 | 무직전생 ~이세계에 갔으면 최선을 다한다~            | 리랴 그레이랫                                            | [ 34 ]      |
| 2021 | 마브러브 얼터너티브                                 | 요로이 미코토                                            | [ 35 ]      |
| 2021 | 나이트 헤드 2041                                    | 무토 레이카                                              | [ 36 ]      |
| 2021 | RE-MAIN                                             | 카와쿠보 치누                                            | [ 37 ]      |
| 2021 | 전생했더니 슬라임이었던 건에 대하여                 | 루미너스 밸런타인                                        | 시즌 2      |
| 2021 | 하얀 모래의 아쿠아토프                              | 쿠다카 카린                                              | [ 38 ]      |
| 2021 | 트로피컬 루즈! 프리큐어                             | 미즈시마 에이코                                          | [ 39 ]      |
| 2021 | 달이 이끄는 이세계 여행                             | 아쿠아                                                   | [ 40 ]      |
| 2022 | 어느 날 아침 더미 헤드가 되어버린 나 군의 인생      | 카네가후치 츠루기                                        | [ 41 ]      |
| 2022 | Engage Kiss                                         | 유기리 아야노                                            | [ 42 ]      |
| 2022 | 군청의 팡파르                                       | 키타미 타코                                              | [ 43 ]      |
| 2022 | 연맹공군 항공마법음악대 루미너스 위치스             | 후미요 카와구치                                          |             |
| 2022 | 기동전사 건담 수성의 마녀                           | 미오리네 램블랑                                          | [ 44 ]      |
| 2022 | 우리 스승님은 꼬리가 없다                           | 츠바키 시라라                                            | [ 45 ]      |
| 2023 | 이세계 유유자적 농가                                | 리아                                                     | [ 46 ]      |
| 2023 | 진화의 열매 ~모르는 사이 성공한 인생~               | 베아트리스 로그너                                        | 시즌 2      |
| 2023 | 푸른 오케스트라                                     | 타치바나 시즈카                                          |             |
| 2023 | 너는 방과 후 인섬니아                               | 카니카와 모토코                                          |             |
| 2023 | 【최애의 아이】                                     | 사이토 미야코                                            |             |

### OVA
| 연도 | 제목                   | 배역                        | 참고  |
| ---- | ---------------------- | --------------------------- | ----- |
| 2013 | 공각기동대 ARISE       | 조종사 B                    | 2화   |
| 2015 | 히어로 컴퍼니          | 츠루기 사키/랑그드샤 화이트 |       |
| 2015 | 와카바*걸              | 여성고객 A                  |       |
| 2015 | 아리아 디 아바니레     |                             |       |
| 2016 | 샤를로트 스페셜 에디션 | 호노카                      |       |
| 2017 | 하이 스쿨 플릿         | 무네타니 마시로             | [ 3 ] |

### 오리지널 넷 애니메이션 (ONA)
| 연도 | 제목                                  | 배역                                                                        | 참고       |
| ---- | ------------------------------------- | --------------------------------------------------------------------------- | ---------- |
| 2015 | 닌자 슬레이어 프롬 애니메이션         | 부나코 (3화); 아이 (16화); 전자 목소리 (6화); 오이란 (1화); 오이란 B (24화) | [ 48 ]     |
| 2015 | 몬스터 스트라이크                     | 미즈사와 아오이                                                             | [ 49 ]     |
| 2016 | 월요일의 타와와                       | 여직원                                                                      | 6화        |
| 2020 | 포켓몬스터 새벽빛의 날개              | 소니아                                                                      | 2화        |
| 2021 | 베이블레이드 버스트 다이너마이트 배틀 | 일리야/이리야 마오                                                          | 19화       |
| 2021 | 스타워즈: 비전                        | 미사                                                                        | "아카키리" |
| 2022 | 독거 소년 코타로                      | 니타 아카네                                                                 | [ 53 ]     |
| 2022 | 죠죠의 기묘한 모험: 스톤 오션         | 페를라 푸치                                                                 | 31화       |

### 극장 만화영화
| 연도 | 제목                                       | 배역                             | 참고   |
| ---- | ------------------------------------------ | -------------------------------- | ------ |
| 2013 | 페르소나 3 더 무비 #1 스프링 오브 버스     | 불량배 D                         |        |
| 2014 | 도라에몽: 스탠바이미                       |                                  |        |
| 2015 | 태풍의 노루다                              | 사이토 켄타 (7세), 모모이 선생님 |        |
| 2015 | 극장판: 타마유라 ~졸업사진~ 제2부 히비키   |                                  |        |
| 2016 | 몬스터 스트라이크 더 무비                  | 미즈사와 아오이                  | [ 49 ] |
| 2017 | 메리와 마녀의 꽃                           | Gib-cat                          |        |
| 2018 | 너의 췌장을 먹고 싶어                      | 야마우치 사쿠라                  | [ 54 ] |
| 2020 | 하이 스쿨 플릿: 더 무비                    | 무네타니 마시로                  | [ 3 ]  |
| 2020 | 조제, 호랑이 그리고 물고기들               | 키시모토 카나                    | [ 55 ] |
| 2022 | 나에게 천사가 내려왔다! 프레셔스 프렌즈    | 마츠모토 코코                    | [ 56 ] |
| 2023 | 페이트/스트레인지 페이크: 위스퍼즈 오브 던 | 어쌔신                           | [ 57 ] |
| 2024 | 코드기아스: 탈환의 로제 제2막              |                                  |        |

### 비디오 게임
| 연도 | 제목                                      | 배역                                  | 참조     |
| ---- | ----------------------------------------- | ------------------------------------- | -------- |
| 2013 | 컨셉션 II: 칠성의 인도와 퍼즐의 악마      | 후우코                                | [ 58 ]   |
| 2013 | 성상의 아마조네스                         | 텐시                                  | [ 59 ]   |
| 2014 | 스쿨걸 스트라이커즈                       | 리노다 마노                           |          |
| 2014 | 해적 판타지아                             | 에밀리아                              | [ 60 ]   |
| 2014 | 천공의 크래프트 플릿                      | 루키노, 사키, 티파, 코디아, 조셉      | [ 61 ]   |
| 2014 | 판타지 러너즈 2                           | 피요, 노라, 유리리                    | [ 62 ]   |
| 2014 | 요괴백희단!                               | 데몬                                  | [ 63 ]   |
| 2014 | 시간의 이슈타리아                         | 이슈타루                              | [ 61 ]   |
| 2015 | 파이어 엠블렘 if                          | 아주라                                | [ 61 ]   |
| 2015 | 우리 공주가 제일 귀여워                   | Yuki Jūki Shoes Snowman               | [ 64 ]   |
| 2015 | 석세스 헤븐                               | 야마자키 후유카                       | [ 65 ]   |
| 2015 | 더 타워 오브 프린세스                     | 바글리아, 알렉시아                    | [ 66 ]   |
| 2015 | 편도 용자                                 | 코코                                  | [ 67 ]   |
| 2015 | 브레이브리 아카이브                       | 텐구                                  | [ 68 ]   |
| 2015 | 로봇 걸즈 Z 온라인                        | 릭터                                  | [ 69 ]   |
| 2016 | 오버워치                                  | 메이                                  | 일본어판 |
| 2016 | 요메 컬렉션                               | 무네타미 마시로, 소야 마시로          | [ 3 ]    |
| 2016 | 아이돌 사변                               | 후도 미즈키                           |          |
| 2016 | 퀴즈 RPG 마녀와 검은 고양이 위드          | 애들레이드 실러                       | [ 71 ]   |
| 2016 | 유바의 시르시                             | 마하루 이루                           | [ 72 ]   |
| 2016 | 라이프 이즈 스트레인지                    | 클로에 프라이스, 테일러 크리스텐센    | 일본어판 |
| 2016 | 소녀전선                                  | HK21, MP7                             |          |
| 2017 | 코에카츠                                  | 타냐 쿠르니코바                       | [ 74 ]   |
| 2017 | 파이어 엠블렘 히어로즈                    | 아주라                                | [ 61 ]   |
| 2017 | 프로젝트 도쿄 돌즈                        | 미사키                                | [ 75 ]   |
| 2017 | 그랑블루 판타지                           | 저스티스                              |          |
| 2017 | 월드 오브 워쉽                            | 소야 마시로                           | [ 76 ]   |
| 2017 | 마기아 레코드 마법소녀 마도카☆마기카 외전 | 스즈미 코노하                         | [ 77 ]   |
| 2018 | 우마무스메 프리티 더비                    | 마루젠스키                            | [ 78 ]   |
| 2018 | 라이프 이즈 스트레인지: 비포 더 스톰      | 클로에 프라이스                       | [ 79 ]   |
| 2019 | 데빌 메이 크라이 5                        | 니코                                  | [ 80 ]   |
| 2019 | 코드 베인                                 | 이오                                  | [ 81 ]   |
| 2020 | 칸다가와 제트 걸스                        | 제니퍼 피치                           | [ 82 ]   |
| 2020 | 벽람항로                                  | Brooklyn, Phoenix, Champagne, Musashi | [ 83 ]   |
| 2020 | 로스트 저지먼트                           | 에밀리 모치즈키                       | [ 84 ]   |
| 2020 | 크래시 피버                               | 비키                                  | [ 85 ]   |
| 2021 | 진 여신전생 V                             | 이츠키시마 사호리                     |          |
| 2021 | 게이트 오브 나이트메이즈                  | 에마                                  | [ 86 ]   |
| 2022 | 더 킹 오브 파이터즈 XV                    | 이슬라, 리 버스                       | [ 87 ]   |
| 2022 | EVE: 고스트 에너미즈                      | 사와시로 나나세                       | [ 88 ]   |
| 2022 | 원신                                      | 콜롬비나                              | [ 89 ]   |
| 2022 | 택틱스 오거: 리본                         | 카추아 파벨                           | [ 90 ]   |

### 무비 코믹스
- 내가 사랑하는 여동생, 타네다 마유

### 게임
- FFBE WAR OF THE VISIONS - 마쉐리 호른
- IDOLY PRIDE - fran
- Life is Strange - 클로이 프라이스
- SHOW BY ROCK!! Fes A Live - 라라린
- 게임빌프로야구 2020 슈퍼스타즈 - 츠바키
- 그랑블루 판타지 - 성정수 베오박터
- 그랜드체이스 for kakao - 레이
- 더 킹 오브 파이터즈 시리즈 - 이슬라, 리 버스
- 데빌 메이 크라이 5 - 니코
- 데스티니 차일드 - 젤로스
- 동방 로스트워드 - 키리사메 마리사, 홍 메이링, 세이란, 와타츠키노 요리히메
- 동방 탄막 카구라 - 이자요이 사쿠야
- 드리프트 걸즈 - 자연
- 랑그릿사 모바일 - 환생 제시카
- 로스트 저지먼트: 심판받지 않은 기억 - 모치즈키 S 에밀리
- 마기아 레코드 마법소녀 마도카☆마기카 외전 - 시즈미 코노하, 코노하·하즈키
- 무직전생 ~게임에서도 최선을 다한다~ - 리랴 그레이랫
- 벽람항로 - 브루클린, 피닉스, 샹파뉴, 무사시
- 소녀전선 - HK21, MP7
- 아이돌 사변 - 후도 미즈키
- 에이지 오브 이슈타리아 - 이슈탈, 아하슈, 사튤라, 라파엘
- 에픽세븐 - 플랑
- 오버워치 - 메이
- 우마무스메 프리티 더비 - 마루젠스키
- 원신 - 콜롬비나
- 월드 플리퍼 - 스즈카
- 진·여신전생 5 - 이츠키시마 사호리
- 칸다가와 JET GIRLS - 제니퍼 피치
- 컨셉션 2 칠성의 인도와 마즈루의 악몽 - 후코
- 케모노 프렌즈 3 - 그물무늬기린
- 코드 베인 - 이오, 쿠루스 실바, 신해의 반려들
- 크래시 피버 - 비키
- 택틱스 오우거: 리본 - 카추아 파웰
- 파이어 엠블렘 if, 파이어 엠블렘 무쌍, 파이어 엠블렘 히어로즈 - 아주라, 여성 크리스
- 프로젝트 도쿄 돌즈 - 미사키
- 프린세스 커넥트! Re:Dive - 크레짓타
- 포켓몬 마스터즈 - 소니아
- 하얀고양이 프로젝트 - 비레타

### 외화
- 나는 왕이로소이다 - 솔비(김소현)
- 드림하이2 - 가영, 된장
- 붉은 가족 - 오민지(박소영)
- 완득이 - 정윤아(강별)

### 드라마 CD
- 저 너머의 아스트라 - 키트리 라파엘리
- 파이어 엠블렘 if - 아주라